# タイム・アフター・タイム (シンディ・ローパーの曲)
「タイム・アフター・タイム」（Time After Time）は、シンディ・ローパーの楽曲。1983年に発売されたアルバム『シーズ・ソー・アンユージュアル』に収録されたのち、翌1984年1月27日に同作からの第2弾シングルとしてリカットされ、Billboard Hot 100で第1位を獲得し、アメリカにおける自身初のヒット作となった。作詞作曲はシンディ・ローパーとロブ・ハイマンによる共作。マイルス・デイヴィス等多数のアーティストにカヴァーされるスタンダード・ナンバーとなった。

## 背景
本作をプロデュースしたリック・チャートフは、ザ・フーターズのロブ・ハイマン及びエリック・バジリアンとはペンシルベニア大学時代からの仲間で、チャートフの紹介により、ハイマンとバジリアンはシンディ・ローパーと知り合って、彼女のアルバムのレコーディングに参加することになった。そして、チャートフが「もう1曲必要だ」と主張したことから、ローパーとハイマンが「タイム・アフター・タイム」を共作した。この時、ローパーがテレビ雑誌でSF映画『タイム・アフター・タイム』（1979年）のタイトルを見て、それを曲名にした。曲が完成すると、ローパーらはデモ録音を行わないままでスタジオに入り、レコーディングを行った。
この曲はザ・フーターズのライヴでも演奏されており、1996年のベスト・アルバム『Hooterization: A Retrospective』にはザ・フーターズが演奏した「タイム・アフター・タイム」が収録された。
シングルのB面には、アルバム『シーズ・ソー・アンユージュアル』から「アイル・キス・ユー」が収録された。また、12インチ・シングルには「ガールズ・ジャスト・ワナ・ハヴ・ファン」のエクステンデッド・ヴァージョンとインストゥルメンタル・ヴァージョン（いずれもアーサー・ベイカーによってリミックスされている）が追加された。

## 反響
アメリカでは、ビルボード誌のBillboard Hot 100とアダルト・コンテンポラリー・チャートの両方で1位を獲得し、1989年4月にはアメリカレコード協会によってゴールドディスクに認定されている。
本作はカナダのRPMチャートでも1位を獲得した。全英シングルチャートでは、当初は54位を最高位としてチャート圏内から消えるが、1984年6月16日付のチャートで再登場して、7月14日には3位を記録した。ニュージーランドのシングル・チャートでは、1984年7月に3週連続で3位を記録した。

## 評価
グラミー賞では、シンディ・ローパーとロブ・ハイマンが最優秀楽曲賞にノミネートされた。MTV Video Music Awardsでは、本作のミュージック・ビデオが最優秀女性ビデオ賞、最優秀新人賞、最優秀ビデオディレクション賞にノミネートされた。

## 他メディアでの使用例
シンディ・ローパーの歌唱による「タイム・アフター・タイム」は、『ロミーとミッシェルの場合』（1997年公開）、『ナポレオン・ダイナマイト』（2004年公開）、『サイドウェイズ』（2009年公開）などの映画で劇中曲やメイン曲として使用された。
またソニーのスーパーオーディオCDシステムステレオ"Listen(リスン)"のCMソングで使用され、またこの曲を収めたアルバム『She's So Unusual』もSACD化された。

## チャート成績

### 週間チャート
| チャート (1984年)                       | 最高位 |
| --------------------------------------- | ------ |
| オーストラリア (Kent Music Report)      | 6      |
| オーストリア (Ö3 Austria Top 40)        | 5      |
| ベルギー (Ultratop 50 Flanders)         | 3      |
| ベルギー (VRT Top 30 Flanders)          | 3      |
| カナダ トップシングルス (RPM)           | 1      |
| カナダ アダルト・コンテンポラリー (RPM) | 1      |
| カナダ (CHUM)                           | 2      |
| チリ (Clasificación Nacional del Disco) | 1      |
| デンマーク (Tracklisten)                | 10     |
| フランス (SNEP)                         | 9      |
| ドイツ (GfK Entertainment charts)       | 6      |
| アイルランド (IRMA)                     | 2      |
| イスラエル (IBA)                        | 2      |
| イタリア (FIMI)                         | 5      |
| 日本 (オリコン)                         | 60     |
| オランダ (Dutch Top 40)                 | 5      |
| オランダ (Single Top 100)               | 8      |
| ニュージーランド (Recorded Music NZ)    | 3      |
| 南アフリカ (Springbok Radio)            | 25     |
| スウェーデン (Sverigetopplistan)        | 10     |
| スイス (Schweizer Hitparade)            | 7      |
| UK シングルス (OCC)                     | 3      |
| US Billboard Hot 100                    | 1      |
| US Adult Contemporary (Billboard)       | 1      |
| US Mainstream Rock (Billboard)          | 10     |
| US Hot R&B/Hip-Hop Songs                | 78     |
| US Cash Box Top 100                     | 1      |
| ジンバブエ (ZIMA)                       | 1      |

| チャート (2012年)    | 最高位 |
| -------------------- | ------ |
| 日本 (Japan Hot 100) | 56     |

### featuring サラ・マクラクラン（2005年）
| チャート (2005年)                     | 最高位 |
| ------------------------------------- | ------ |
| Canada Digital Songs (Billboard)      | 28     |
| US Adult Contemporary (Billboard)     | 14     |
| US Dance/Mix Show Airplay (Billboard) | 20     |

### アメリカ再発盤（2014年）
| チャート (2014年)                         | 最高位 |
| ----------------------------------------- | ------ |
| US Dance Club Songs (Billboard)           | 2      |
| US Hot Dance/Electronic Songs (Billboard) | 30     |
| US Hot Singles Sales                      | 17     |

### 年間チャート
| チャート (1984年)                    | 順位 |
| ------------------------------------ | ---- |
| オーストラリア (Kent Music Report)   | 40   |
| ベルギー (Ultratop 50 Flanders)      | 38   |
| カナダ トップシングルス (RPM)        | 8    |
| ドイツ (Official German Charts)      | 36   |
| オランダ (Single Top 100)            | 69   |
| オランダ (Dutch Top 40)              | 46   |
| ニュージーランド (Recorded Music NZ) | 44   |
| スイス (Schweizer Hitparade)         | 20   |
| UK Singles (Official Single Charts)  | 25   |
| US Billboard Hot 100                 | 17   |
| US Adult Contemporary (Billboard)    | 4    |
| US Cash Box Top 100                  | 18   |

| チャート (2014年)               | 順位 |
| ------------------------------- | ---- |
| US Dance Club Songs (Billboard) | 35   |

## 認定
| 国/地域                                                       | 認定     | 認定/売上数 |
| ------------------------------------------------------------- | -------- | ----------- |
| カナダ (Music Canada) physical                                | Platinum | 100,000^    |
| デンマーク (IFPI Danmark)                                     | Gold     | 45,000      |
| イタリア (FIMI) since 2009                                    | Gold     | 25,000      |
| イギリス (BPI) digital sales since 2005                       | Platinum | 600,000     |
| イギリス (BPI) physical sales - 1984                          | Silver   | 250,000^    |
| アメリカ合衆国 (RIAA)                                         | Gold     | 500,000^    |
| アメリカ合衆国 (RIAA) digital                                 | Gold     | 500,000^    |
| ^ 認定のみに基づく出荷枚数 · 認定のみに基づく売上数と再生回数 |          |             |

## カバー・バージョン

### マイルス・デイヴィスによるカバー
マイルス・デイヴィスは、アルバム『ユア・アンダー・アレスト』（1985年）に「タイム・アフター・タイム」のインストゥルメンタル・ヴァージョンを収録した。シングルとしてもリリースされており、12インチシングルには5分半に及ぶロング・ヴァージョンが収録された。
デイヴィスはこの曲について「"タイム・アフター・タイム"はスタンダード・ナンバーになるだろう。それは俺が演奏したからでも、シンディが歌ったからでもあるけど、それだけでなくメロディが良いからだ。オーボエ、アコーディオン、何で演奏してもね」と語っている。また、シンディ・ローパー自身は、この曲がデイヴィスにカヴァーされたことを「何よりの勲章」と語っている。
この曲はマイルス・デイヴィスのライヴでも頻繁に演奏された。1985年7月28日にモントリオールで行われた演奏は、映像作品『Live in Montreal』に収録されている。また、1989年6月5日にシカゴで録音されたライヴ音源は、ライヴ・アルバム『ライヴ・アラウンド・ザ・ワールド』に収録された。

### その他のアーティストによるカバー
- 江夢蕾 - 『難以選擇/愛情手術』（1984年）に収録。中国語詞カバーで、タイトルは「一次又一次」。
- タック&パティ - アルバム『ティアーズ・オブ・ジョイ』（1988年）に収録[71]。タック&パティのヴァージョンは2011年公開の韓国映画『サニー 永遠の仲間たち』のオープニングとエンディングで使用された[72]。
- タラ・モーリス&マーク・ウィリアムス - 1992年公開の映画『ダンシング・ヒーロー』のサウンドトラックにおいて歌唱[73]。同作のサウンドトラック・アルバムにも収録された[74]。
- エヴリシング・バット・ザ・ガール - EP『Covers E.P.』に収録[75]。また、コンピレーション・アルバム『アコースティック』（1992年）にも収録された。
- オルケスタ・デ・ラ・ルス - アルバム『LA AVENTURA』（1993年）に収録。
- 中山美穂 - アルバム『Blanket Privacy』（1993年）に収録。
- bice - シングル「スニーカー」（1998年）のカップリング曲として発表。
- カサンドラ・ウィルソン - マイルス・デイヴィスに捧げたアルバム『トラヴェリング・マイルス』（1999年）に収録[76]。ウィルソンのヴァージョンは映画『ブラウン・シュガー』のサウンドトラックで使用された[77]。
- 杏子 - ベスト・アルバム『taking a trip down MEMORY LANE』[78]の初回特典CD（1999年）に収録。
- エヴァ・キャシディ - 没後にリリースされた未発表音源集『Time After Time』（2000年）に収録[79]。
- ウィリー・ネルソン - アルバム『The Great Divine』（2002年）に収録[80]。
- アンクル・クラッカー - 2002年公開の映画『タイムマイン』のサウンドトラックに提供[81]。
- 槇原敬之 - カヴァー・アルバム『Listen To The Music 2』（2005年）に収録。
- クワイエットドライブ - アルバム『When All That's Left Is You』（2006年）に収録[82]。クワイエットドライブによるヴァージョンは、2006年公開の映画『モテる男のコロし方』のサウンドトラックでも使用された[83]。
- 竹井詩織里 - ミニ・アルバム『The note of my twenty years』（2006年）に収録。
- 松田聖子 - カヴァー・アルバム『Eternal II』（2006年）に収録。
- より子 - シングル「ココロの鍵」（2007年）のカップリング曲として発表。
- ポール・アンカ - アルバム『Classic Songs: My Way』（2007年）に収録[84]。
- ノルウェン・ルロワ - アルバム『Histoires Naturelles Tour』（2007年）に収録。
- Sowelu - トリビュート・アルバム『We Love Cyndi -Tribute To Cyndi Lauper-』（2008年）に提供。その後、シングル「MATERIAL WORLD」（2009年）にカップリング曲として収録された。
- CHARA - ミニ・アルバム『Kiss』（2008年）に収録。
- 押尾コータロー - カヴァー・アルバム『Tussie mussie』（2009年）に収録。
- エリック・マーティン - カヴァー・アルバム『MR. VOCALIST 2』（2009年）に収録。
- ローナン・キーティング - カヴァー・アルバム『Songs for My Mother』（2009年）に収録[85]。
- YU-A - アルバム『You Are My Love』（2009年）に収録。
- バリー・マニロウ - カヴァー・アルバム『The Greatest Songs of the Eighties』（2009年）に収録[86]。
- 島谷ひとみ - アルバム『男歌II〜20世紀ノスタルジア〜』（2010年）に収録。
- 鬼束ちひろ - カヴァー・アルバム『FAMOUS MICROPHONE』（2012年）に収録。
- 櫻井哲夫 - アルバム『Nothin' but the Bass』（2015年）に収録。ヴォーカルは土屋アンナ。[87]
- 角松敏生 - アルバム『Inherit The Life II』（2023年）に収録。[88]